# Gustaf Nyqvist
Gustaf Alrik Nyqvist, född 30 mars 1883 i Jönköping, död 5 januari 1962 i Stockholm, var en svensk militär.
Gustaf Nyqvist var son till lektorn Johan Isak Nyqvist. Han avlade mogenhetsexamen i Jönköping, blev 1904 underlöjtnant vid Jönköpings regemente och utnämndes 1906 till löjtnant och 1917 till kapten. 1919 blev han kapten vid Generalstaben, tjänstgjorde till 1923 som generalstabsofficer vid Tredje arméfördelningen och utnämndes 1923 till kapten vid Karlskrona grenadjärregemente. Nyqvist kallades som sakkunnig 1924 för utarbetande av en ny härordning, biträdde 1925 i riksdagens försvarsutskott och 1925–1926 för uppgörande av en ny militär-administrativ indelning och tjänstgjorde 1927 som särskilt sakkunnig omorganisationen av den centrala försvarsförvaltningen och försvarets högsta ledning. Han utnämndes 1926 till major vid Generalstaben, var 1924–1928 lärare vid Krigshögskolan och 1928–1932 militärattaché i Helsingfors. Han blev 1930 överstelöjtnant vid Generalstaben och 1931 vid Livgrenadjärregementet. 1933 transporterades han till Älvsborgs regemente, blev tillförordnad chef där 1934 och utnämndes 1935 till överste i armén. 1935 fick han i uppdrag att i Rikskommissionen för ekonomisk försvarsberedskap föredra ärenden rörande flytande bränslen och kvarstod i denna sin verksamhet till 1939. Vid krigsutbrottet 1939 blev han ordförande och VD i bensin- och oljenämnden samt 1940 chef för Bränslekommissionens oljeavdelning. 1943 blev han administrativt sakkunnig hos Svenska Petroleum AB Standard, var 1937–1938 sakkunnig och sekreterare hos oljelagringsutredningen, 1938–1939 sakkunnig hos Luftskyddsinspektionen och 1938–1942 i Handelsdepartementet för ärenden angående oljelagring. Nyqvist blev ledamot av Krigsvetenskapsakademien 1927, var 1926–1928 redaktör för dess tidskrift och gjorde sig känd för ett omfattande militärpolitiskt författarskap. Han var sekreterare i Allmänna försvarsföreningen och redaktör för dess tidskrift Vårt försvar 1924–1928. Bland han arbeten märks Världskriget (1920) samt uppsatser i tidskrifter och dagspressen.